# Bhojpur (Madhya Pradesh)
Bhojpur ist ein kleines Dorf mit etwa 1100 Einwohnern (Zensus 2011) im Zentrum des indischen Bundesstaates Madhya Pradesh. Einst war es eine nicht unbedeutende Tempelstätte auf einer felsigen Anhöhe über einem mittelalterlichen Stausee.

## Lage
Bhojpur liegt am Oberlauf des Flusses Betwa knapp 30 km (Fahrtstrecke) südöstlich der Stadt Bhopal in einer Höhe von etwa 450 m. Die als UNESCO-Weltkulturerbe anerkannten Felsmalereien von Bhimbetka befinden sich auf einem etwa 25 km südlich gelegenen Berg des Vindhyagebirges. Zu Füßen des Tempels erstreckte sich einst ein Stausee, der eine ganzjährige Wasserversorgung der Stätte gewährleistete. In der weiteren Umgebung des Tempels sind noch Steinbrüche mit dekorativ behauenen Felsblöcken zu sehen.

## Bevölkerung und Wirtschaft
Der Großteil der Einwohner des Ortes sind Bauern oder Tagelöhner; der männliche Bevölkerungsanteil liegt ca. 10 % über dem weiblichen. Die Landwirtschaft spielt die dominierende Rolle im Wirtschaftsleben.

## Geschichte
Der Name des Ortes verweist auf König Bhoja, einen in der ersten Hälfte des 11. Jahrhunderts über die historische Region Malwa regierenden Herrscher der regional bedeutsamen Paramara-Dynastie, auf den auch der Name der Stadt Bhopal zurückgeführt wird. Einer Legende zufolge soll König Bhoja geschworen haben, in der Region mehrere Dämme und Stauseen zur Wasserregulierung der Flüsse zu bauen; Reste davon sind noch erhalten. Nach der Eroberung des Gebietes durch das Sultanat von Delhi im 13. Jahrhundert versanken sowohl der Ort als auch die Tempelstätte in Vergessenheit. Zu welcher Zeit und ob der Staudamm durch Naturkräfte oder von Menschenhand zerstört wurde, ist nicht mehr festzustellen.

## Bhojeshvara-Tempel

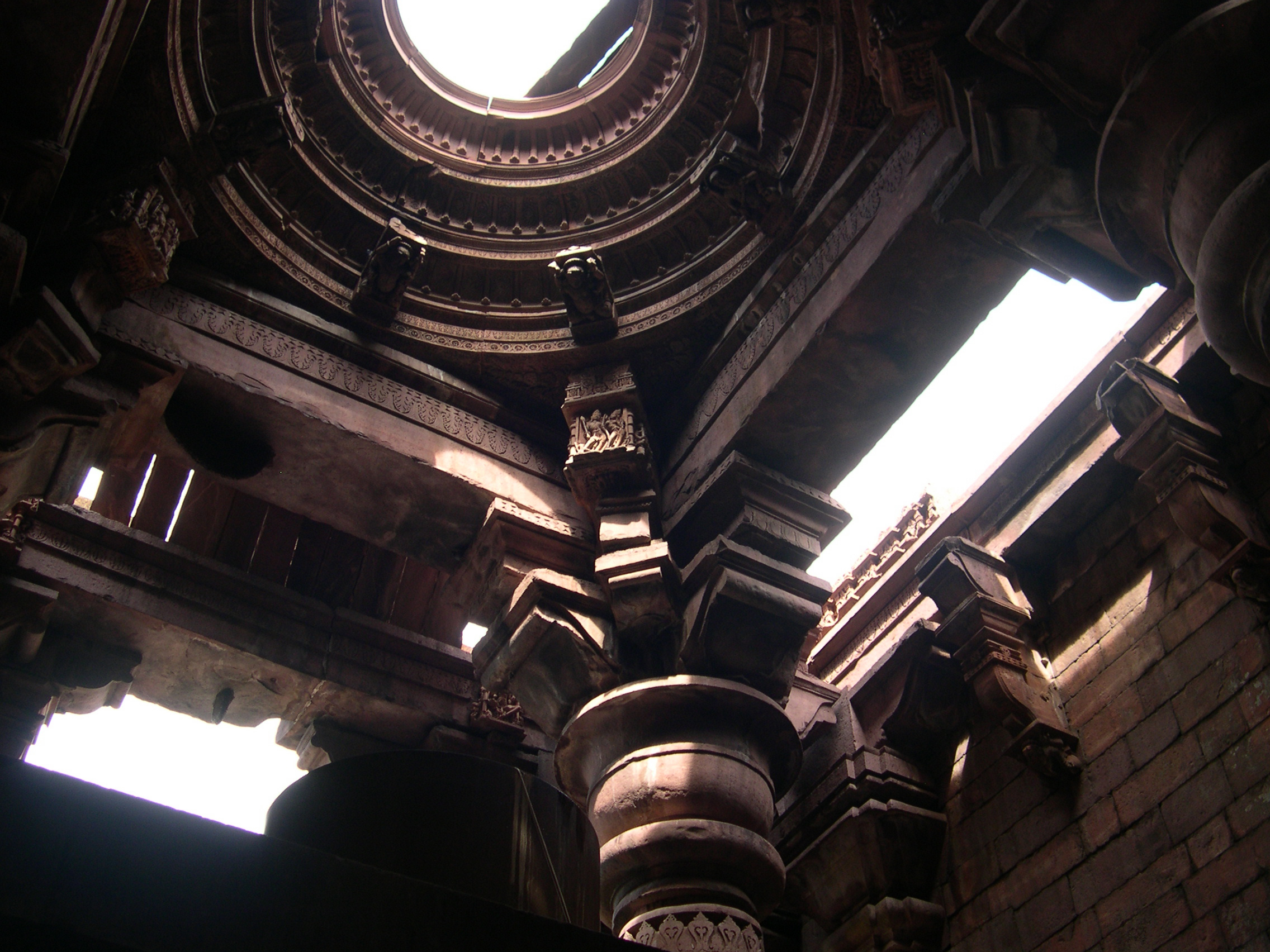
Innenraum des Tempels (garbhagriha) mit Kragkuppel

Das bedeutendste Relikt aus der Zeit König Bhojas ist der blockhaft wirkende und unvollendet gebliebene Bhojeshvara-Tempel, der dem Hindu-Gott Shiva geweiht ist. Der Tempel unterscheidet sich von den meisten früheren oder gleichzeitigen Tempelbauten in Madhya-Pradesh (z. B. in Khajuraho oder Gyaraspur) und Rajasthan (z. B. in Osian) durch seinen völlig ungewöhnlichen quadratischen Grundriss von ca. 15 m Seitenlänge und durch das nahezu vollständige Fehlen von figürlichem oder dekorativem Bauschmuck; darüber hinaus ist kein Ansatz eines Shikhara-Turms erkennbar. Die rötlichen Steine der Außenwände sind größtenteils glatt behauen – eine weitere Verkleidung oder Gliederung war wohl nicht geplant. Einige Forscher sind allerdings der Ansicht, dass das heute existierende Bauwerk nur als die Cella (garbhagriha) eines viel größer konzipierten Tempelbaus anzusehen ist. Die mehrfach abgestuften Pfeiler zu beiden Seiten des riesigen Portalgewändes sind im unteren Bereich mit den beiden Göttinnen Ganga und Yamuna und weiteren männlichen und weiblichen Wächterfiguren mit elegantem Hüftschwung geschmückt; darüber befinden sich an langen Ketten hängende Glöckchen. Die Cella schließt oben in der Mitte ab mit einer – auf reich verzierten Pfeilern ruhenden – unvollendeten Kragkuppelkonstruktion.

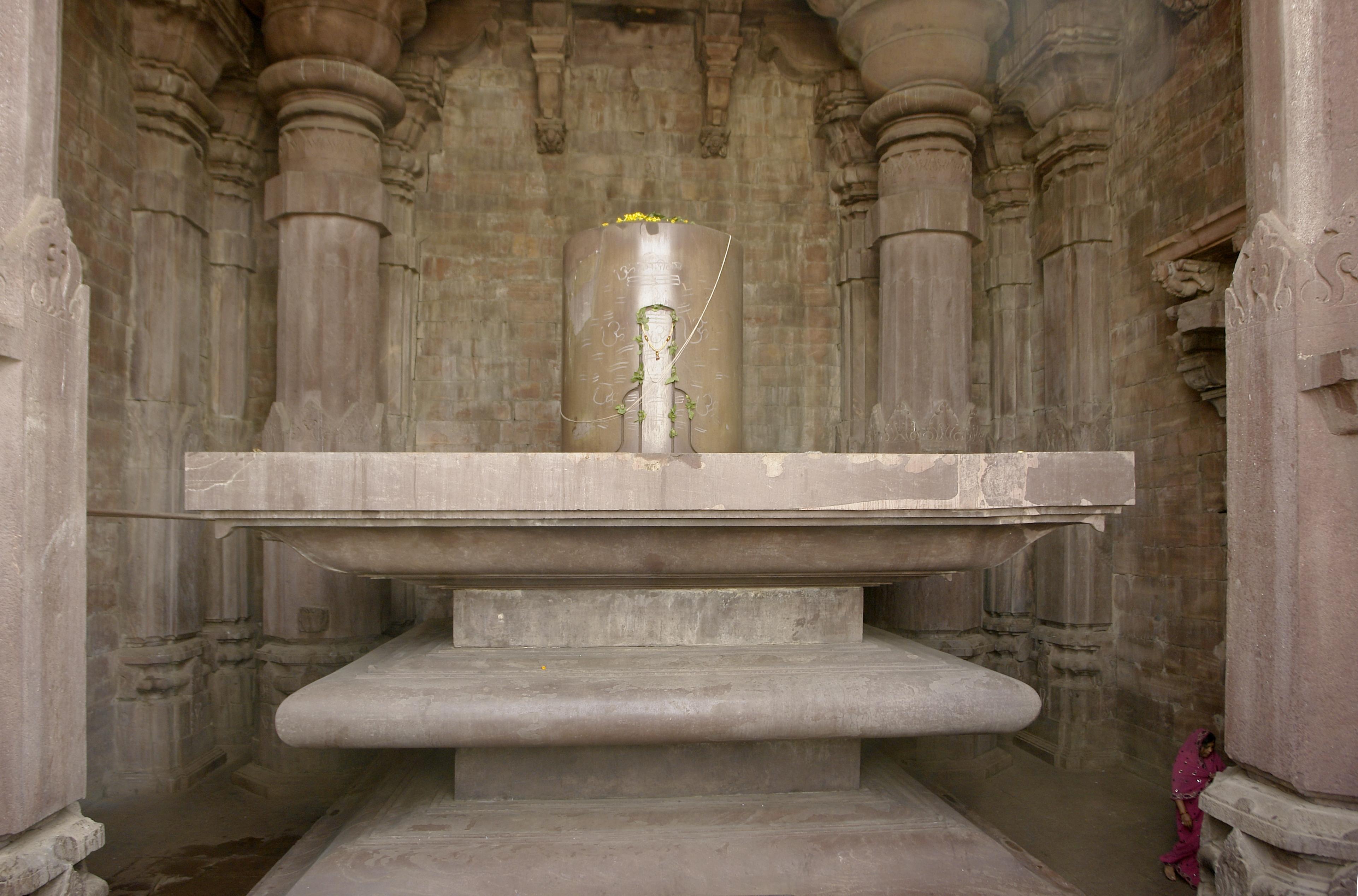
Shiva-Lingam

Inmitten der Cella und diese beinahe ausfüllend erhebt sich ein etwa 5,50 m hoher Shiva-Lingam mit ebenso breiter Yoni-Schale, der aus einem einzigen Felsblock herausgearbeitet wurde und der größte ganz Indiens ist. Bei den mehrmals täglich stattfinden Waschungszeremonien kann der glattpolierte Stein von den Brahmanen nur mit Hilfe von Leitern ‚erklettert‘ werden.
Auf dem felsigen Gelände vor dem Tempel stehen zwei in späterer Zeit errichtete kleine Pavillonschreine mit Kuppeldächern, in denen sich Nandi-Bullen befinden.

## Parvati-Schrein

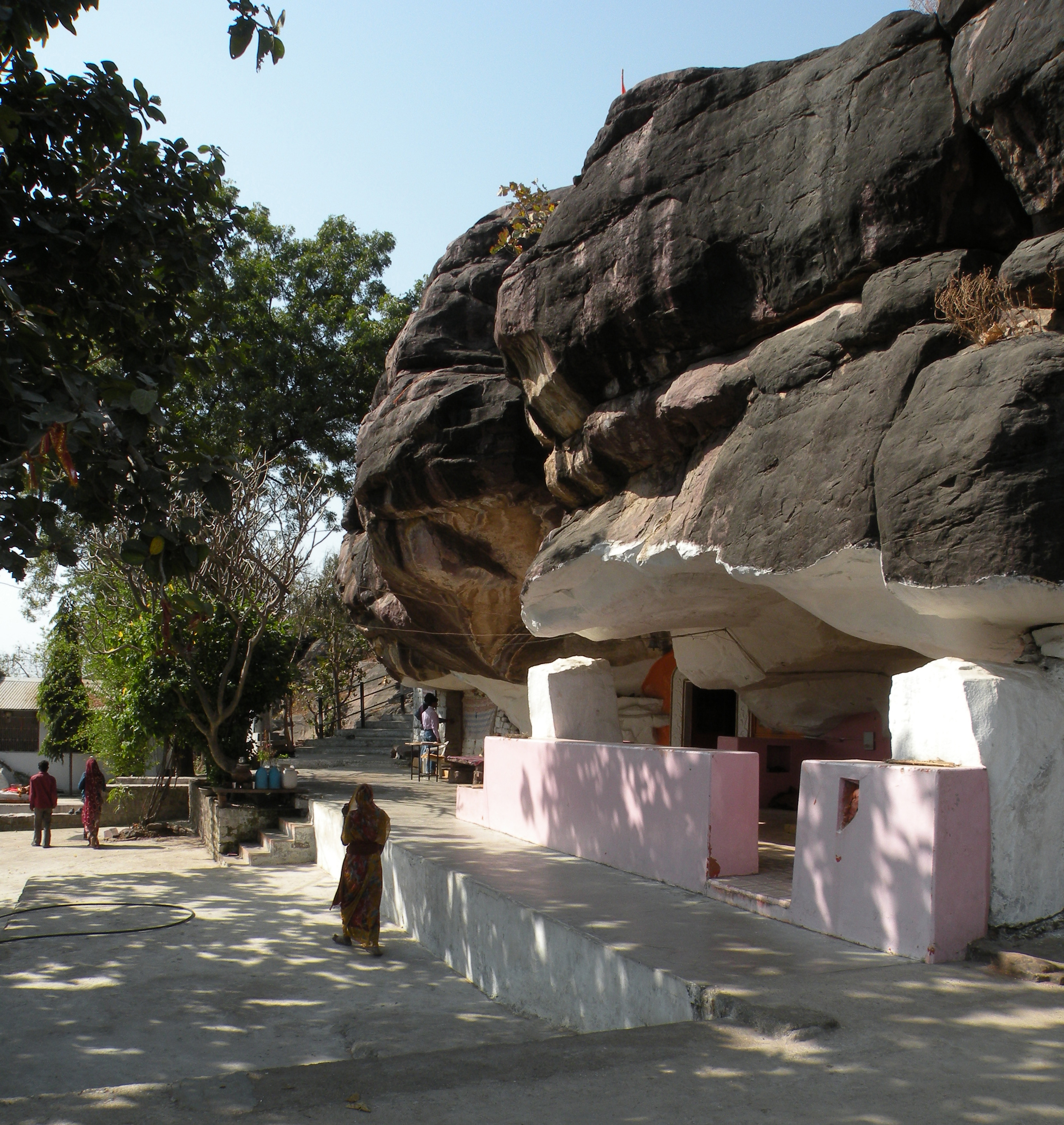
Parvati-Schrein

Unterhalb einer Felsklippe etwa 1 km vom Tempel entfernt befindet sich der sogenannte Parvati-Schrein, der Shivas Gemahlin geweiht ist und vor allem von Frauen mit diversen Anliegen aufgesucht wird, die hier im Rahmen einer persönlichen oder gemeinschaftlichen Puja-Zeremonie ihre Verehrung kundtun. Auch hier finden sich etliche ältere Steinrelikte, die darauf hinweisen könnten, dass die Stelle bereits in mittelalterlicher Zeit besucht und verehrt wurde.

## Jain-Tempel
Ein ebenfalls unvollendeter Jain-Tempel befindet sich in der Nähe des heutigen Dorfes. Er ist dem 16. Tirthankara Shantinatha geweiht, dessen etwa 5,50 m hohe Statue von zwei kleineren Tirthankara-Figuren (Parshvanata und Suparashvanata) und von noch kleineren Dienern begleitet wird. Zu beiden Seiten der Hauptfigur befinden sich Treppenaufgänge mit abschließenden Podesten, von wo aus die Statuen im Rahmen von feierlichen Zeremonien mit gefärbtem Wasser, (Kokos-)Milch etc. übergossen werden können. An einer Mauer im Außenbereich sind einige Figuren und Dekorfragmente ausgestellt.

## Sonstiges
- Auf einer Anhöhe im ca. 5 km westlich gelegenen Dorf Murelkhurd (bei Pipalia) befinden sich mehrere buddhistische Stupas aus dem 2. Jahrhundert v. Chr.[3]
- An einem See beim knapp 7 km südöstlich gelegenen Ort Ashapuri befinden sich die Ruinen von 26 Hindu-Tempeln aus dem 10./11. Jahrhundert.[4]